# サロンツコル

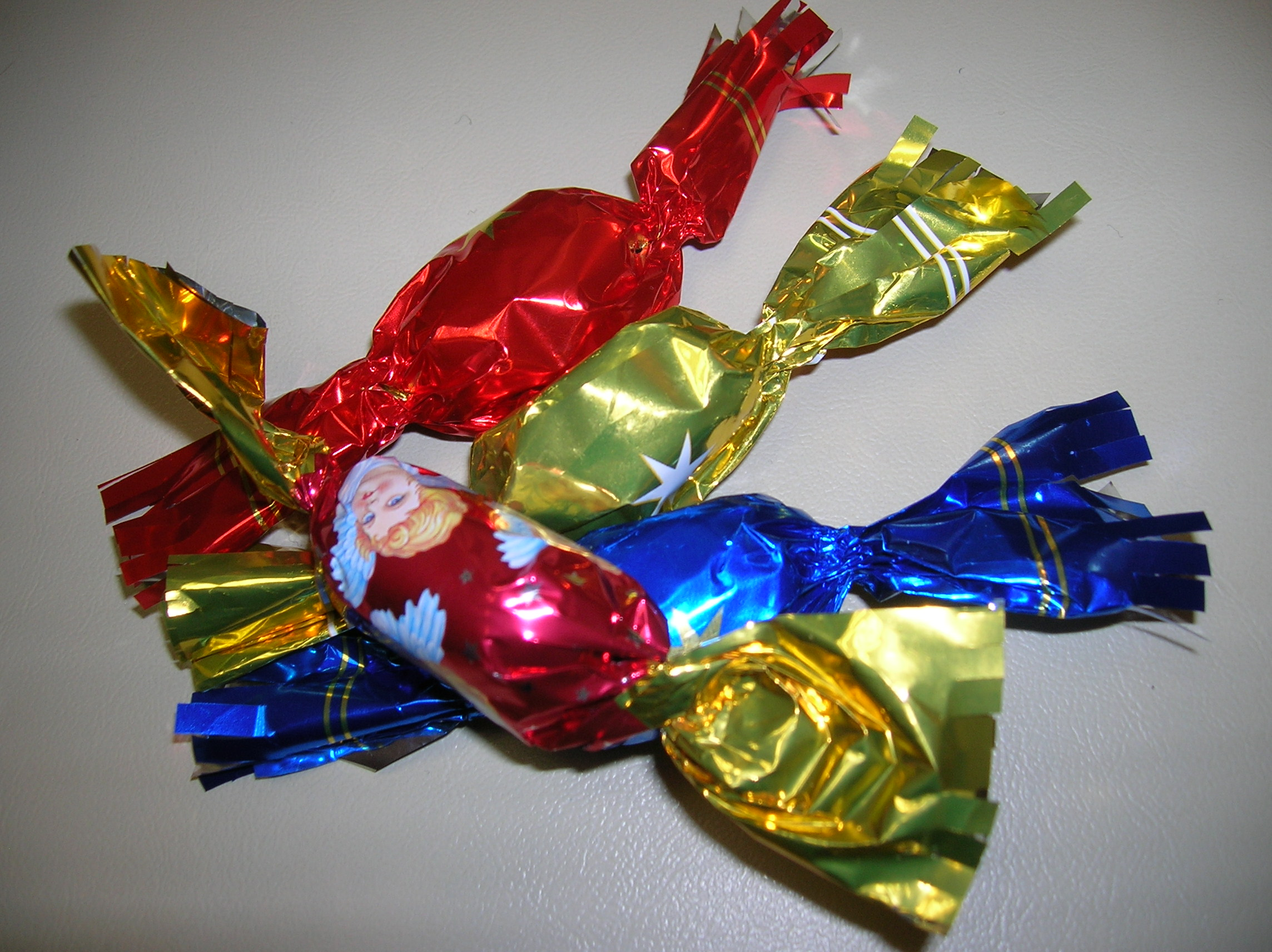
サロンツコルの例

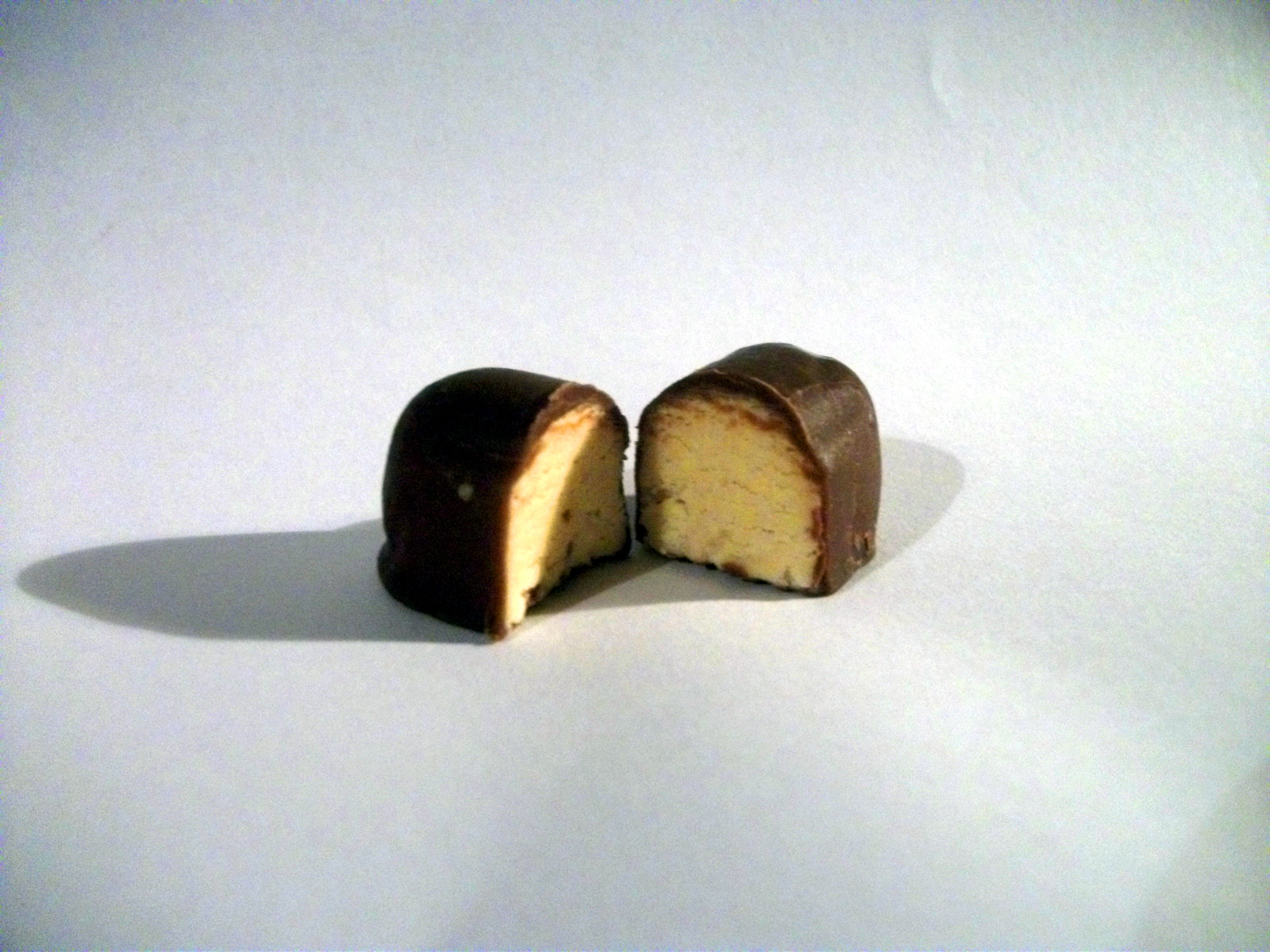
サロンツコルの断面

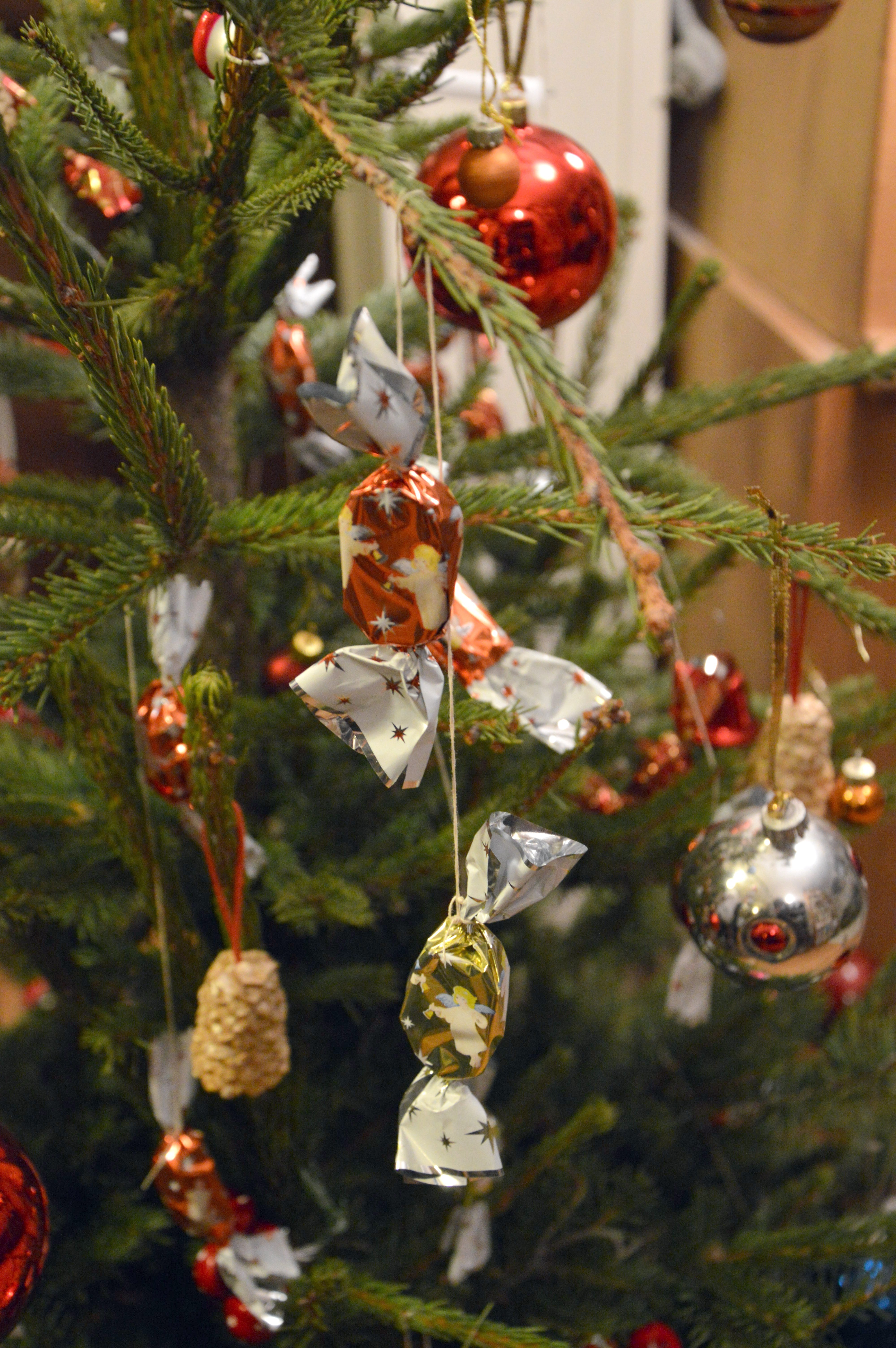
クリスマスツリーに飾られたサロンツコル

サロンツコル（ハンガリー語: szaloncukor）は、ハンガリーでクリスマスシーズンにだけ販売されているチョコレート。

## 概要
カラフルに個包装されており、さまざまなフレーバーがある。チョコレートで「何か」をコーティングした菓子であり、何がコーティングされているかは購入時にしか分らないこともある。なかにはミックスタイプのパック詰め製品もあり、この手のものは食べてみないと「何か」はわからない。
定番はキャラメルであるが、この他にもマジパン、ゼリー、トリュフ、ココナッツなどがあり、イチゴとヨーグルトやナッツとクリームなど2種類を組み合わせた高級品もある。
クリスマスツリーの飾りつけとしても使用され、糸でサロンツコルをツリーにぶら下げる。年明けにクリスマスツリーを片付けるまでには食べつくされる。
ハンガリーでは、クリスマス期間に1キログラムほどサロンツコルを消費する。

## 名称
「サロン」が「応接間」、「ツコル」が砂糖やキャンディーの意味である。

## 由来
19世紀初頭にフランス菓子のフォンダンがドイツ経由でハンガリーに持ち込まれ、改良されて現在の形となった。このため、当時ハンガリー領であったスロヴァキアでも販売されている。